# Rhaphidophora petrieana
Rhaphidophora petrieana A.Hay – gatunek wieloletnich, wiecznie zielonych pnączy z rodziny obrazkowatych, pochodzących z północno-wschodniego stanu Queensland w Australii, zasiedlających lasy deszczowe. Komórki tych roślin posiadają 60 chromosomów tworzących 30 par homologicznych.